# نیکوس دابیزاس
نیکوس دابیزاس (انگلیسی: Nikos Dabizas؛ زادهٔ ۳ اوت ۱۹۷۳) یک بازیکن فوتبال اهل یونان است.
از باشگاه‌هایی که در آن بازی کرده‌است می‌توان به المپیاکوس، نیوکاسل یونایتد، و لستر سیتی اشاره کرد.
وی همچنین در تیم ملی فوتبال یونان بازی کرده‌است.